# Bass Down Low
A Bass Down Low Dev amerikai énekesnő debütáló kislemeze. A The Cataracs működött közre a dal munkálatain, vokálokkal, valamint producerként. 2010. december 6-án jelent meg az Universal Republic gondozásában az énekesnő debütáló lemezéről, mely a The Night the Sun Came Up című lemezről jelent meg. A producerek reményei szerint a szám a Like a G6 megfelelő folytatása. Egy remixváltozat Tinie Tempah brit rapper közreműködésével készült. A kritikusoktól pozitív értékeléseket kapott a szám. A videóklipet Ethan Lader rendezte.

## Háttér
A Bass Down Lowt Dev, valamint a The Cataracs írta, utóbbi producer volt egyben. Az eredeti terv szerint Dev csak egy közreműködő előadó lett volna a felvételen, viszont végül az ő száma lett. Az énekesnő szerint a dal vidám, és a Like a G6 remek folytatása. Egy interjú során beszélt a munkáról: "A stúdióban rengeteg hatalmas, vicces dolgot írtunk. Van egy stúdiónk a padláson, ahol együtt élünk, ott készült. Van egy olyan változat is, ahol csak a The Cataracs rappel, én azt is imádom." Amerikai rádiók műsorain 2010. november 16-án debütált, majd december 6-án jelent meg digitálisan. Egy alternatív változat, melyen a The Cataracs a főbb előadó, 2011. március 29-én jelent meg. A Tinie Tempah közreműködésével készült remix 2011. április 23-án jelent meg.

## Videóklip
A Bass Down Low videóklipjét Ethan Lader rendezte, Los Angeles egyik raktárépületében. Ugyanezen rendező közreműködésével készült a Booty Bounce videóklipje is. Dev egy energikus, vidám videót szándékozott készíteni. A VEVOn 2010. december 2-án debütált a kisfilm, digitális letöltés formájában 7-én jelent meg.

## Dallista
| - Digitális letöltés 1. Bass Down Low – 3:31 - Digitális EP – The Remixes 1. Bass Down Low – 3:30 2. Bass Down Low (Static Revenger Remix) – 5:43 3. Bass Down Low (Proper Villains Remix) – 3:18 4. Bass Down Low (5K Remix Club) – 5:52 5. Bass Down Low (Előadva a The Cataracs által) – 3:37 | - Brit digitális EP 1. Bass Down Low (Edited Version) – 3:28 2. Bass Down Low (Tinie Tempah Remix) (Clean) – 3:28 3. Bass Down Low (Tinie Tempah Remix) (Explicit) – 3:29 4. Bass Down Low (Static Revenger Remix) – 5:43 5. Bass Down Low (5K Remix Club) – 5:52 6. Bass Down Low (videó) – 3:37 - The U.K. Mix 1. Bass Down Low (The U.K. Mix) (közreműködés Tinie Tempah) – 3:28 |

## Megjelenések
| Ország             | Dátum              | Formátum           |
| ------------------ | ------------------ | ------------------ |
| Egyesült Államok   | 2010. november 16. | Rádió              |
| Ausztrália         | 2010. december 6.  | Digitális letöltés |
| Új-Zéland          | 2010. december 6.  | Digitális letöltés |
| Egyesült Államok   | 2010. december 7.  | Digitális letöltés |
| Egyesült Államok   | 2011. január 11.   | Mainstream rádió   |
| Egyesült Államok   | 2011. március 29.  | Digitális remix EP |
| Németország        | 2011. április 22.  | Digitális letöltés |
| Egyesült Királyság | 2011. április 23.  | Digitális EP       |
| Egyesült Államok   | 2011. május 23.    | Remix              |

## Fordítás
- Ez a szócikk részben vagy egészben  a   Bass Down Low című angol Wikipédia-szócikk fordításán alapul.  Az eredeti cikk szerkesztőit annak laptörténete sorolja fel. Ez a jelzés csupán a megfogalmazás eredetét és a szerzői jogokat jelzi, nem szolgál a cikkben szereplő információk forrásmegjelöléseként.